# Pennagaram
Pennagaram é uma panchayat (vila) no distrito de Dharmapuri, no estado indiano de Tamil Nadu.

## Geografia
Pennagaram está localizada a 12° 08′ N, 77° 54′ L. Tem uma altitude média de 493 metros (1617 pés).

## Demografia
Segundo o censo de 2001,  Pennagaram  tinha uma população de 15,294 habitantes. Os indivíduos do sexo masculino constituem 52% da população e os do sexo feminino 48%. Pennagaram tem uma taxa de literacia de 60%, superior à média nacional de 59.5%: a literacia no sexo masculino é de 67% e no sexo feminino é de 52%. Em Pennagaram, 13% da população está abaixo dos 6 anos de idade.